# Deltochilum calcaratum
Deltochilum calcaratum är en skalbaggsart som beskrevs av Bates 1870. Deltochilum calcaratum ingår i släktet Deltochilum och familjen bladhorningar. Inga underarter finns listade i Catalogue of Life.